# Kralovice (district de Plzeň-Nord)
Pour les articles homonymes, voir Kralovice.
Kralovice (en allemand : Kralowitz) est une ville du district de Plzeň-Nord, dans la région de Plzeň, en République tchèque. Sa population s'élevait à 3 410 habitants en 2022.

## Géographie
Kralovice se trouve à 9 km au nord-est de Plasy, à 29 km au nord-nord-est du centre de Plzeň et à 69 km à l'ouest-sud-ouest de Prague.
La commune est limitée par Potvorov, Sedlec, Bílov et Vysoká Libyně au nord, par Čistá et Kožlany à l'est, par Výrov et Plasy au sud, et par Mladotice à l'ouest.

## Histoire
La première mention écrite de la localité date de 1183.

## Patrimoine
- Abbaye de Mariánská Týnice

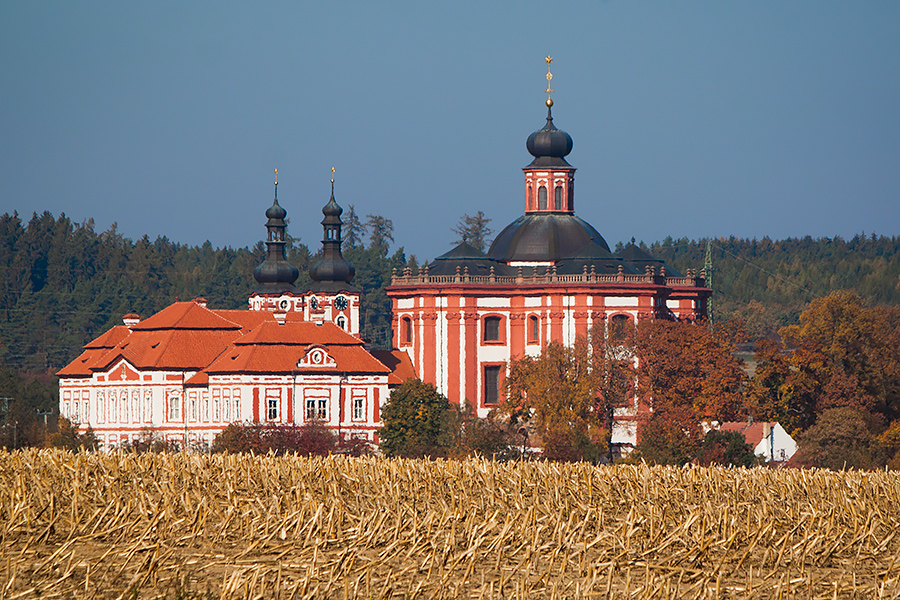
Vue générale.
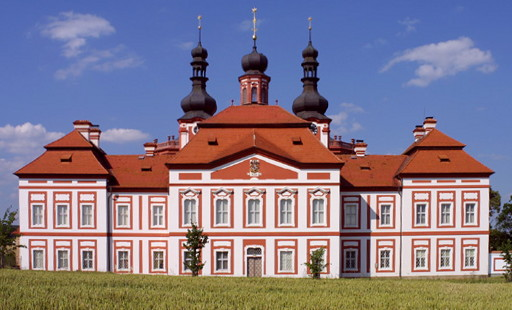
Façade.

## Administration
La commune se compose de six sections :
- Bukovina
- Hradecko
- Kralovice
- Mariánský Týnec
- Řemešín
- Trojany

## Galerie

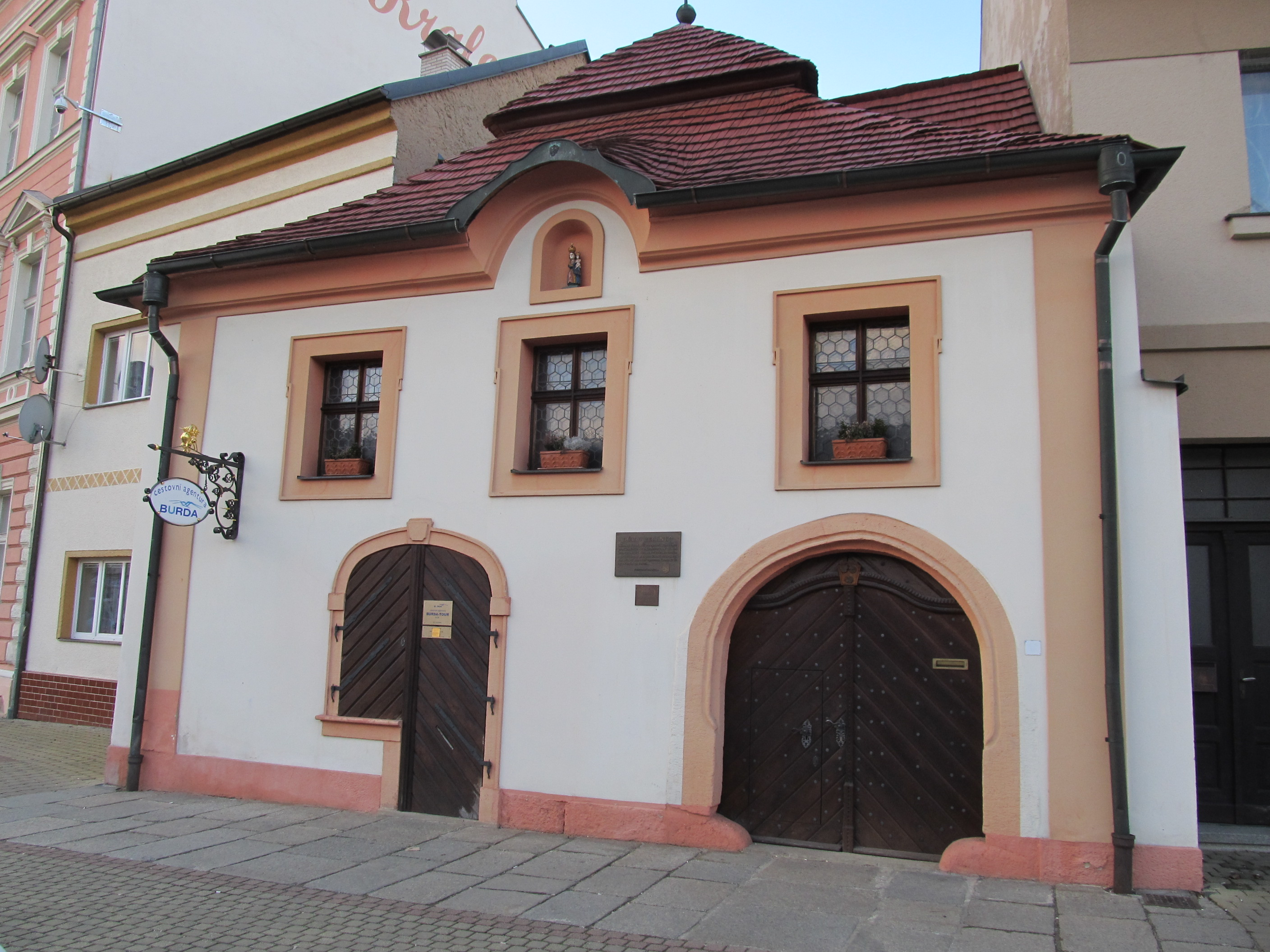
Maison classée, place de la Libération.
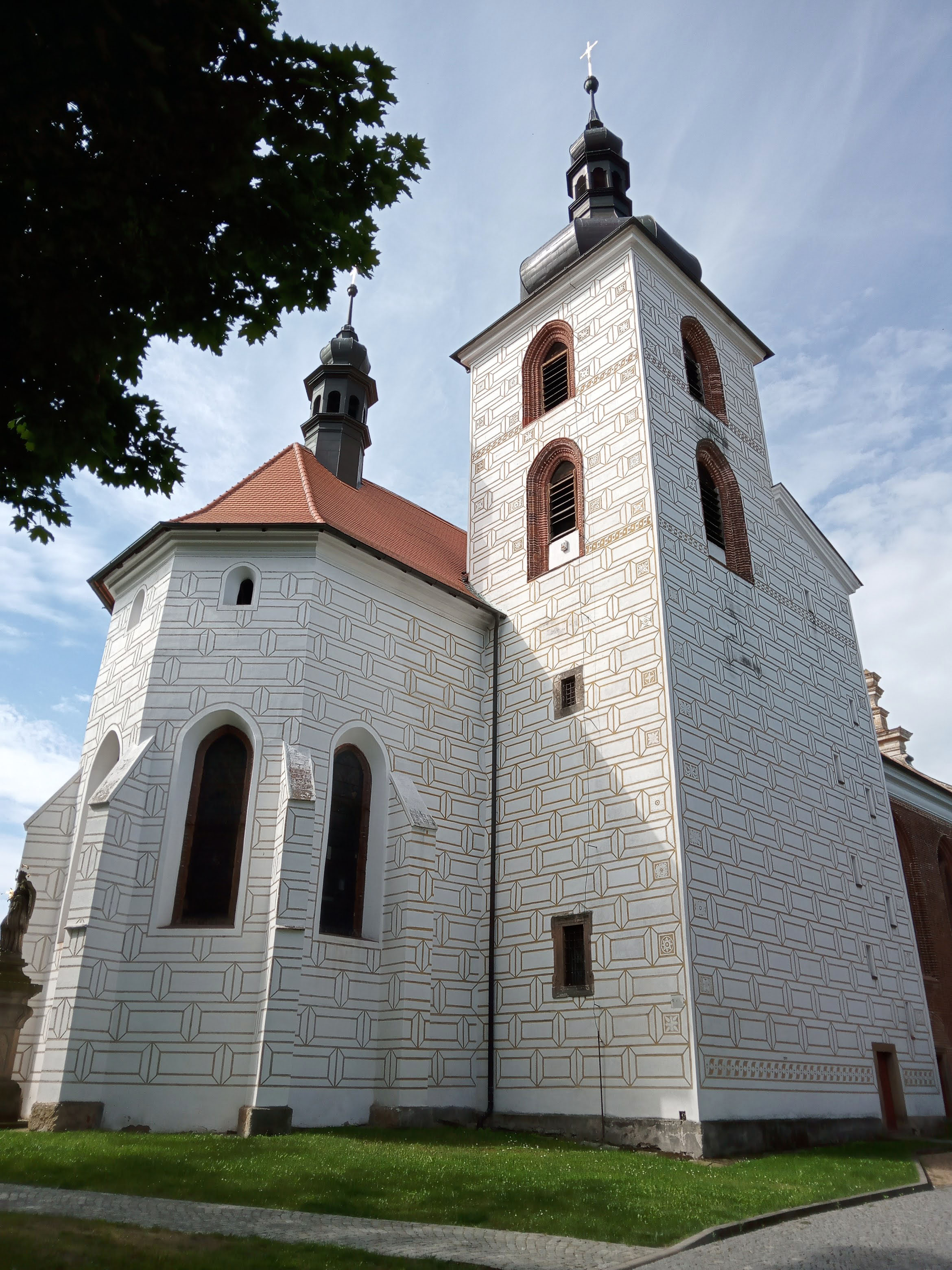
Église Saints-Pierre-et-Paul.
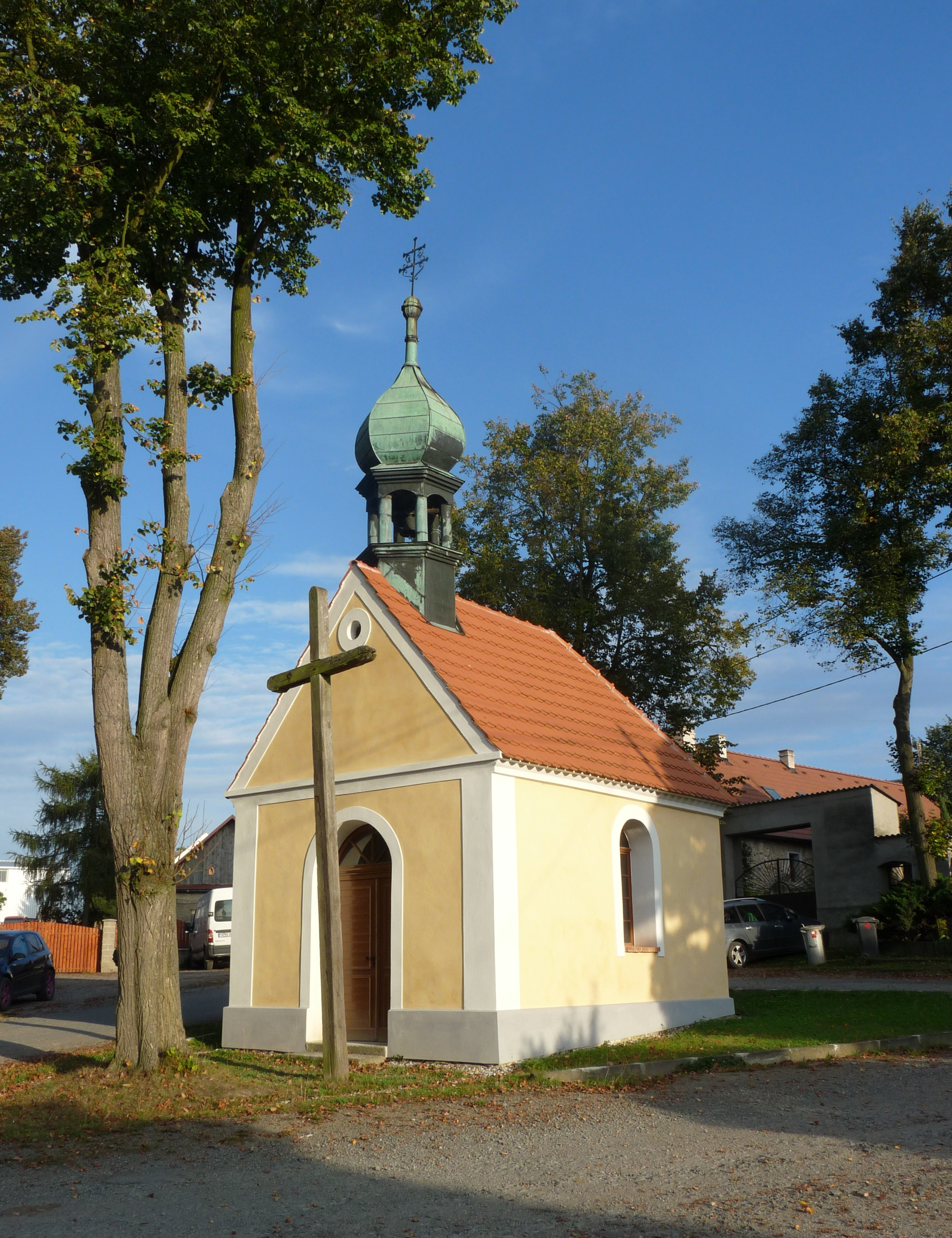
Chapelle à Bukovina.

## Transports
Par la route, Kralovice se trouve à 28 km de Rakovník, à 35 km de Plzeň et à 87 km de Prague. 